# Поченков, Кондрат Иванович
Кондрат Иванович Поченко́в (1905—1962) — горный инженер, начальник комбинатов «Ворошиловградуголь», «Кузбассуголь», «Сталинуголь», «Ростовуголь», первый Министр угольной промышленности УССР.

## Биография
Родился 10 (23 марта) 1905 года, в селе Князищево (ныне Ленино, Одоевский район, Тульская область) в крестьянской семье. В 1920 году уехал в Донбасс и устроился подсобным рабочим на шахту № 5 «Кошелевка» в Чистяковском каменноугольном регионе. Работал смазчиком, плитовым, помощником кочегара. В 1925 году перешел на соседнюю шахту № 7 «Дроново» сначала уборщиком породы, а затем крепильщиком.
С 1925 по 1927 год учится без отрыва от производства, заканчивает профшколу на соседней шахте «Красная звезда». В 1927 году Чистяковский райком комсомола командирует двадцатидвухлетнего Кондрата Поченкова на учёбу в горный факультет Новочеркасского горного техникума при Новочеркасском Донском политехническом институте. После окончания техникума был направлен на работу на шахту «Красная Звезда» в Чистяково, где работал помощником начальника участка, начальником участка. В 1932 году его переводят на шахту имени Л. И. Лутугина, где он работает начальником участка, помощником главного инженера, а потом — главным инженером.
В 1936 году Поченкова назначают главным инженером, а потом заведующим шахтой № 10-бис в г. Снежное. На этой шахте он работает вместе с А. Ф. Засядько, который был главным инженером. В 1938 году Поченкова назначают управляющим треста «Несветайантрацит».
В 1939 году с образованием Наркомата угольной промышленности СССР В. В. Вахрушев назначил его заместителем начальника главка, где он занимается вопросами добычи угля по Донбассу и Кавказу. Позже Поченков возглавил «Ворошиловградуголь», которому были подчинены 9 угледобывающих трестов Ворошиловградской области, выделенной 3 июня 1938 года из состава Сталинской области, а именно: «Сергоуголь», «Кадиевуголь», Первомайскуголь, Лисичанскуголь, Краснодонуголь, «Ворошиловградуголь», Донбассантрацит и «Свердловуголь», объединяющих 129 шахт с плановым объёмом годовой добычи угля на 1938 год — 31,6 млн тонн. В 1940 году был образован трест «Фрунзеуголь».
Во время Великой Отечественной войны Поченкову была поручена эвакуация горношахтного оборудования и организация добычи угля в Восточном Донбассе.
После оккупации Восточного Донбасса назначен начальником комбината «Кузбассуголь». Как только восточную Украину начали освобождать от фашистов Вахрушев перебрасывает Кондрата Ивановича руководить комбинатом «Ворошиловградуголь». Возвратившись в Ворошиловград, Поченков, прежде всего, взял на учёт те шахты, в которых быстрее всего можно было организовать добычу угля. Было откачено более 600 млн м3 воды, приведено в рабочее состояние более 1,3 тыс. км горных выработок, смонтировано почти 300 шахтных копров.
В 1946 году К. И. Поченкова назначают Первым заместителем Министра угольной промышленности СССР. В августе 1950 года он возглавил комбинат «Сталинуголь», оставаясь при этом в должности заместителя Министра и члена коллегии. Руководители Украинской ССР ещё в начале 50-х годов ставили перед союзными органами вопрос об образовании Министерства угольной промышленности Украины. Главным условием, которое выдвигали руководители страны к республике — достижение годовых объёмов добычи угля не менее 100 млн тонн. Такое свершилось только в 1954 году, когда в плановые объёмы угледобычи республике было заложено 105,5 млн тонн. И как результат Президиум Верховного Совета СССР принял решение об образовании Министерства. В мае 1954 года Поченков стал первым Министром угольной промышленности УССР.
Однако, несмотря на увеличение общего объёма угледобычи, плановое задание 1953 и 1954 годов не было выполнено. Как следствие — к началу 1955 года К. И. Поченков был смещен с должности Министра угольной промышленности Украины и назначен начальником комбината «Ростовуголь», где работал до своей смерти в 1962 году.
Похоронен на городском кладбище в Шахтах (Ростовская область).

## Награды и премии
- четыре ордена Ленина
- три ордена Трудового Красного Знамени
- Сталинская премия второй степени (1951) — за коренные усовершенствования методов добычи угля на шахтах треста «Несветайантрацит» комбината «Ростовуголь» и организацию работ в лавах по графику 1 цикл в сутки